# Mysiakowiec
Mysiakowiec (prononciation [mɨɕaˈkɔvjɛt͡s]) est un village de la gmina de Poświętne, du powiat d'Opoczno, dans la voïvodie de Łódź, situé dans le centre de la Pologne.
Il se situe à environ 6 kilomètres au nord de Poświętne (siège de la gmina), 23 kilomètres au nord d'Opoczno (siège du powiat) et 65 kilomètres à l'est de Łódź (capitale de la voïvodie).
Sa population s'élevait approximativement à 110 habitants en 2006.

## Administration
De 1975 à 1998, le village était attaché administrativement à l'ancienne voïvodie de Piotrków.

Depuis 1999, il fait partie de la nouvelle voïvodie de Łódź.